# 蒲鉾

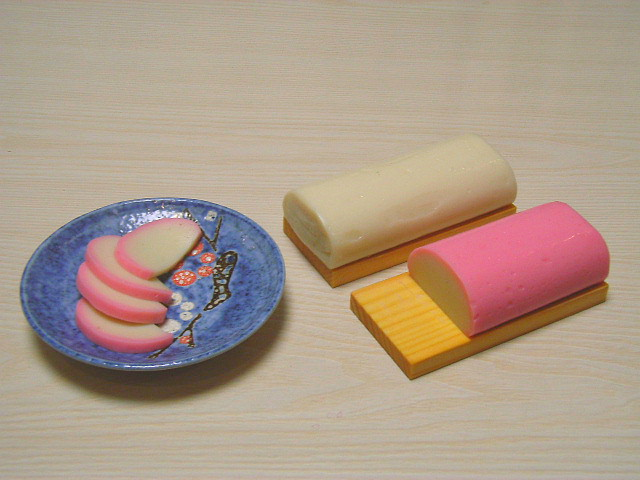
典型的蒲鉾

蒲鉾（日语：／ Kamaboko），中文又意譯為「魚板」、「魚糕」，是日本一種以魚漿為原料而製成的食品。蒲鉾所使用的魚是白身魚，即魚肉為白色的魚種，有別於魚肉為紅色的赤身魚。將魚肉搗碎磨成糊狀後，置於日本冷杉或白檜等較無氣味的木板上進行成型工序，然後經過蒸或烤等工序即製成蒲鉾。典型的蒲鉾如右圖所示，但現今蒲鉾已多樣化，所以蒲鉾並不限於右圖一種而已。據宮城縣食產業振興課的發表，目前宮城縣的蒲鉾生產量和消費量都是日本第一。
魚板在搗碎磨成糊後才進行調味，糊狀魚肉中混合加入糖，鹽和蛋清並揉搓。其配方也有些許不同，現在也會添加3-5％的馬鈴薯澱粉，然後抹在無氣味的木板上定型，之後拿去水煮、蒸煮到熟，再置於無氣味的木板上或以容器成型。